# إغناثيو أمبريز
إغناثيو أمبريز (بالإسبانية: Ignacio Ambriz) هو مدرب كرة قدم ولاعب كرة قدم مكسيكي في مركز الدفاع، ولد في 7 فبراير 1965 في مدينة مكسيكو في المكسيك. شارك مع منتخب المكسيك تحت 20 سنة لكرة القدم ومنتخب المكسيك لكرة القدم. أما مع النوادي، فقد لعب مع كلوب ليون ونادي أتلانتي ونادي بويبلا ونادي سيلايا ونادي نيكاكسا.

## وصلات خارجية
- إغناثيو أمبريز على موقع الاتحاد الدولي (مؤرشف)  (الإنجليزية)
- إغناثيو أمبريز على موقع قاعدة بيانات كرة القدم.إي يو (الإنجليزية)
- إغناثيو أمبريز على موقع ناشيونال فوتبول تيمز (الإنجليزية)
- إغناثيو أمبريز على موقع Soccerway.com (الإنجليزية)